# Huntířovský potok (přítok Jizery)
Huntířovský potok je menší vodní tok v Krkonošském podhůří, pravostranný přítok Jizery v okrese Jablonec nad Nisou v Libereckém kraji. Délka toku měří 3 km.

## Průběh toku
Potok pramení na západním okraji Skuhrova v nadmořské výšce 564 metrů a po celý průběh toku teče jižním směrem. Dále potok teče Huntířovem, což je část obce Skuhrov, a tvoří pomyslnou osu celé obce. Za lesem ve Splzově, části Železného Brodu, se Huntířovský potok zprava vlévá do Jizery v nadmořské výšce 268 metrů.